# Jürgen Straub
Jürgen Straub (Weitersroda, 3 novembre 1953) è un ex mezzofondista tedesco, medaglia d'argento nei 1500 metri piani ai Giochi olimpici di Mosca 1980.

## Biografia

### Carriera sportiva
Cominciò la propria carriera di atleta nella squadra della Volksarmee, l'ASK Vorwärts Potsdam, e nel 1975 fece la propria prima apparizione a Oslo in una competizione internazionale, realizzando il tempo di 8'19"80 nei 3000 metri siepi.
Dal 1977 si concentrò sui 1500 m, e nella Coppa del mondo di Düsseldorf si classificò al terzo posto con il tempo di 3'37"50, nuovo record tedesco orientale dell'epoca, e nel 1979 a Potsdam realizzò il proprio record personale assoluto con 3'33"68.
Alle Olimpiadi di Mosca 1980 ottenne il miglior risultato della carriera con la medaglia d'argento nei 1500 m, dietro al britannico Sebastian Coe, ma davanti all'altro grande campione britannico Steve Ovett.

### Dopo il ritiro
Dopo essersi ritirato dall'attività agonistica nel 1980, svolse l'attività di istruttore di educazione fisica, ma dopo la Riunificazione tedesca del 1990 perdette il posto di lavoro. Attualmente non esercita un'attività connessa allo sport, anche se è l'organizzatore della gara di Miglio Prussiano che si tiene ogni anno a Potsdam.

## Altre competizioni internazionali
1975
- Coppa Europa di atletica leggera ( Nizza)

1977
- Coppa Europa di atletica leggera ( Helsinki)
- Bronzo in Coppa del mondo ( Düsseldorf), 1500 m piani - 3'37"5

1979
- Coppa Europa di atletica leggera ( Torino)
- Bronzo in Coppa del mondo ( Montréal), 1500 m piani - 3'46"30